# Apple Pay
Apple Pay är en mobil betalningsmetod från Apple som lanserades i USA under oktober 2014. Metoden innebär att personer med utvalda Apple-produkter kan betala med "engångsklick" i affärer med närfältskommunikationsutrustning som är kopplat till appen Plånbok (tidigare "Wallet") och Touch ID/Face ID. Apple lagrar en krypterad version av ens kreditkortsdetaljer på deras servrar och vid betalning så imiterar mobilen ett kreditkort för kontaktlös betalning. Den mottagande parten får via Apple inte mer information om en kreditkortsdetaljer än köparens identitet. Man kan använda sig av betalningstjänsten Apple Pay om man har en iPhone (alla versioner utkomna efter Iphone 5s), Ipad, Mac eller en Apple Watch. Betalningstjänsten kan användas i butik såväl som online och man kan även köpa appar med den.
I USA meddelade man år 2014 att Apple Pay skulle fungera på 220 000 köpställen inklusive Macy's, Bloomingdales och Target, apotekskedjan Walgreens och Duane Reade, snabbmatkedjorna Subway och McDonald's samt mathandeln Whole Foods. År 2015 var Storbritannien det första landet i Europa som fick tillgång till tjänsten.
Den 2 augusti 2017 meddelade Apple att Apple Pay kommer att lanseras i Sverige som en del av en expansion i Norden tillsammans med Finland och Danmark. Tjänsten lanserades 24 oktober 2017.